# 趙桐 (嘉靖進士)
趙桐（？—？），字汝陽，號峄山，山西平陽府絳州三林中里人，匠籍，明朝政治人物。

## 生平
嘉靖三十一年（1552年）壬子科山西鄉試第二名舉人。嘉靖三十二年（1553年）中式癸丑科會試第二百二十五名，三甲第三十六名進士。都察院观政，授陕西富平知县，三十六年夏去职。

## 家族
曾祖趙演；祖父趙紞；父趙玭（1493年-1577年），字元明，號肖溪，壽官；母馮氏。